# 馬西森冰川
馬西森冰川（英語：Matheson Glacier）是南極洲的冰川，位於帕爾默地東岸，處於阿什頓冰川以南4公里，長20公里，最終注入萊爾克灣西部，現時由南極條約體系管理。
70°47′S 62°5′W / 70.783°S 62.083°W